# Ministra de la Mujer y Poblaciones Vulnerables del Perú
La ministra de la Mujer y Poblaciones Vulnerables del Perú es la persona que, bajo el cargo de Ministro de Estado, está encargada del despacho del ministerio homónimo, dentro del Consejo de Ministros. 
El cargo hasta ahora siempre ha sido ocupado por una mujer; sin embargo, no hay restricción legal alguna con respecto al sexo del ministro.
La ministra de la Mujer y Poblaciones Vulnerables es la encargada de velar por los derechos femeninos en el Perú, además de brindar ayuda social a los comedores de madres, el programa Vaso de Leche y demás actividades.

## Titulares
- Datos: Q63244727